# محمد سعد (ملحن)
محمد سعد (1968 - 16 أغسطس 2021)، هو ملحن موسيقي مصري. قدم العديد من الأغانى التي لاقت نجاحًا كبيرًا منها أغنية «قول تانى كدة» و«أخاصمك آه»، للفنانة اللبنانية نانسى عجرم، وكذلك أغنية «سيد الغاليين»، للنجم راغب علامة، و«جننتينى» للمطرب محمد شاهين، وغيرها.

## وفاته
توفي يوم الإثنين 16 أغسطس 2021م عن عمر ناهز 53 عام بعد صراع مرير مع فيروس كورونا.